# Terebella atricapilla
Terebella atricapilla är en ringmaskart som beskrevs av Grube 1870. Terebella atricapilla ingår i släktet Terebella och familjen Terebellidae. Inga underarter finns listade i Catalogue of Life.